# Dół nadobojczykowy

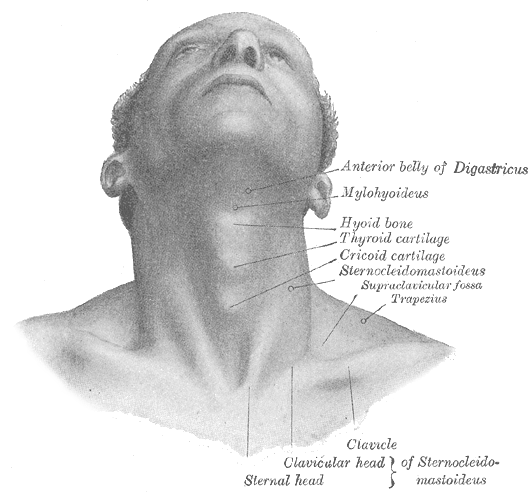
Okolice szyi, widok z przodu. Dół nadobojczykowy mniejszy (niezaznaczony) widoczny pomiędzy przyczepami obu głów m. m-o-s: mostkowej (Sternal head) i obojczykowej (Clavicular head), Nieco do boku widoczny dół nadobojczykowy większy zaznaczony jako Supraclavicular fossa

Dół nadobojczykowy (łac. fossa supraclavicularis) – w anatomii człowieka parzysta okolica anatomiczna położona w bocznym trójkącie szyi, bezpośrednio nad obojczykiem. W obrębie dołu nadobojczykowego wyróżnia się:
- dół nadobojczykowy mniejszy (łac. fossa supraclavicularis minor), który leży bardziej przyśrodkowo. Jest to małe szczelinowate zagłębienie leżące symetrycznie po obu stronach szyi pomiędzy dwoma przyczepami (mostkowym i obojczykowym) mięśnia mostkowo-obojczykowo-sutkowego (m-o-s). W dnie dołu nadobojczykowego mniejszego leży dolny odcinek żyły szyjnej wewnętrznej oraz tętnica szyjna wspólna.
- dół nadobojczykowy większy (łac. fossa supraclavicularis major) – symetryczny obszar, który jest położony bocznie od dołu nadobojczykowego mniejszego. Jego przyśrodkową granicę stanowi boczny brzeg mięśnia m-o-s, a dolną górny brzeg obojczyka. Do tego obszaru dochodzi tętnica podobojczykowa, która może być palpacyjnie wyczuwalna przez skórę. W dole nadobojczykowym większym znajduje się także część nadobojczykowa splotu ramiennego.

Doły nadobojczykowe (mniejsze i większe) pokrywa gruba warstwa blaszki powierzchownej powięzi szyjnej oraz mięsień szeroki szyi.
W dołach nadobojczykowych znajdują się węzły chłonne, w których mogą być obecne przerzuty nowotworów złośliwych regionu głowy i szyi oraz rzadziej także nowotworów rozwijających się poniżej obojczyka. Z regionu głowy i szyi na uwagę zasługuje rak części nosowej gardła, w którym zajęcie węzłów dołu nadobojczykowego ma duże znaczenie rokownicze i znajduje się w klasyfikacji TNM tego guza. Z obszaru poniżej obojczyka należy wspomnieć o raku żołądka, w przebiegu którego może powiększać się lewy węzeł chłonny nadobojczykowy  zwany węzłem Virchowa.